# 戰時盟國

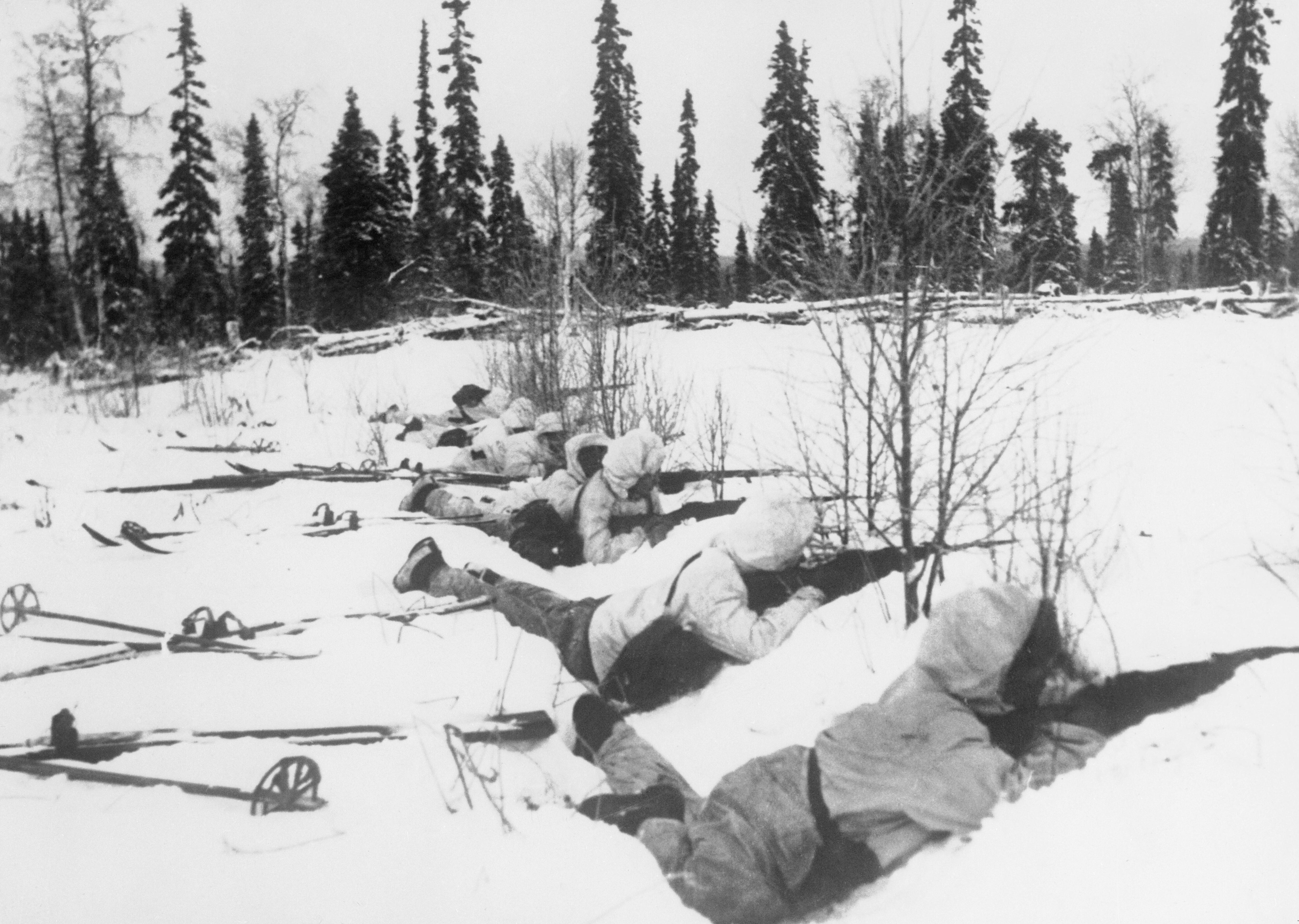
1940年1月身處芬蘭北部的芬蘭滑雪部隊

戰時盟國是指國與國之間在對付共同敵人聯合發動戰爭時的合作關係，而當中並沒有正式軍事的合作條約。
相對於正式的軍事合作關係，戰時盟國通常指更廣泛而沒有明確定義的戰時夥伴關係。交戰時，戰時盟國之間會在物資上互相支持，並在交換情報和有限的作戰行動作出協調。此外，不同的戰時盟國其參戰目的可能會相差很大。
「戰時盟國」一詞強調盟國與盟國之間在文化、宗教、意識形態或以其他方面的差異，而「聯盟」則表示盟國之間相應的接近程度。歷史上的例子有二戰時期與軸心國有合作關係的芬蘭、維希法國、伊拉克以及佛朗哥政權。

## 另見
- 義大利戰時盟國軍隊：與同盟國合作
- 義大利戰時盟國空軍：與同盟國合作
- 義大利戰時盟國海軍：與同盟國合作
- 保加利亞第一軍旅：在維也納攻勢與蘇聯合作
- 羅馬尼亞第一軍旅：在布拉格攻勢與蘇聯合作

## 外部連結
- Definition of Co-belligerence （页面存档备份，存于） （英文）